# Lembos megacheir
Lembos megacheir är en kräftdjursart som först beskrevs av Georg Ossian Sars 1879.  Lembos megacheir ingår i släktet Lembos, och familjen Aoridae. Arten har ej påträffats i Sverige.